# Claes Wohlin
Claes Wohlin, född Magnusson 1959 i Malmö, är en svensk professor inom datavetenskap.   
1991 la Claes Wohlin fram sin doktorsavhandling med titeln ”Software Reliability and Performance Modelling for Telecommunication Systems” i ämnet teletrafiksystem. År 1996 blev han tillförordnad professor i programvaruteknik, särskilt storskalig industriell programvaruteknik, vid institutionen för datavetenskap, Linköpings universitet.
Den 1 mars 1997 utnämndes han, vid Linköpings universitet, till Sveriges första professor med inriktning mot storskalig programvaruutveckling. Claes Wohlin utnämndes att vara professor i programvarusystem, särskilt telekommunikationssystem, vid Lunds universitet från 1 februari 1998. Han flyttade till Blekinge tekniska högskola 2000, där han utnämndes till professor i programvaruteknik från och med 1 november 2000. Han utsågs 2002 till dekanus vid Blekinge tekniska högskola med ansvar för grundutbildning på både kandidat- och masternivå. Han var prorektor vid Blekinge tekniska högskola under sex år (1 oktober 2004 - 30 september 2010). Claes Wohlin utsågs för en treårsperiod till gästprofessor vid Chalmers tekniska högskola från och med 1 april 2005. Han var professorial visiting fellow (gästprofessor) vid University of New South Wales i Sydney, Australien under perioden 2009-2011.
Utgående från sina bidrag inom området programvarutillförlitlighet, speciellt inom telekommunikationsområdet tilldelades han 2004 Telenors Nordiska Forskningspris på 250 000 norska kronor. Sedan 1 januari 2008 är han chefredaktör för Information and Software Technology. Claes Wohlin blev 2011 invald som ledamot av Ingenjörsvetenskapsakademien.